# Sromotnik fiołkowy

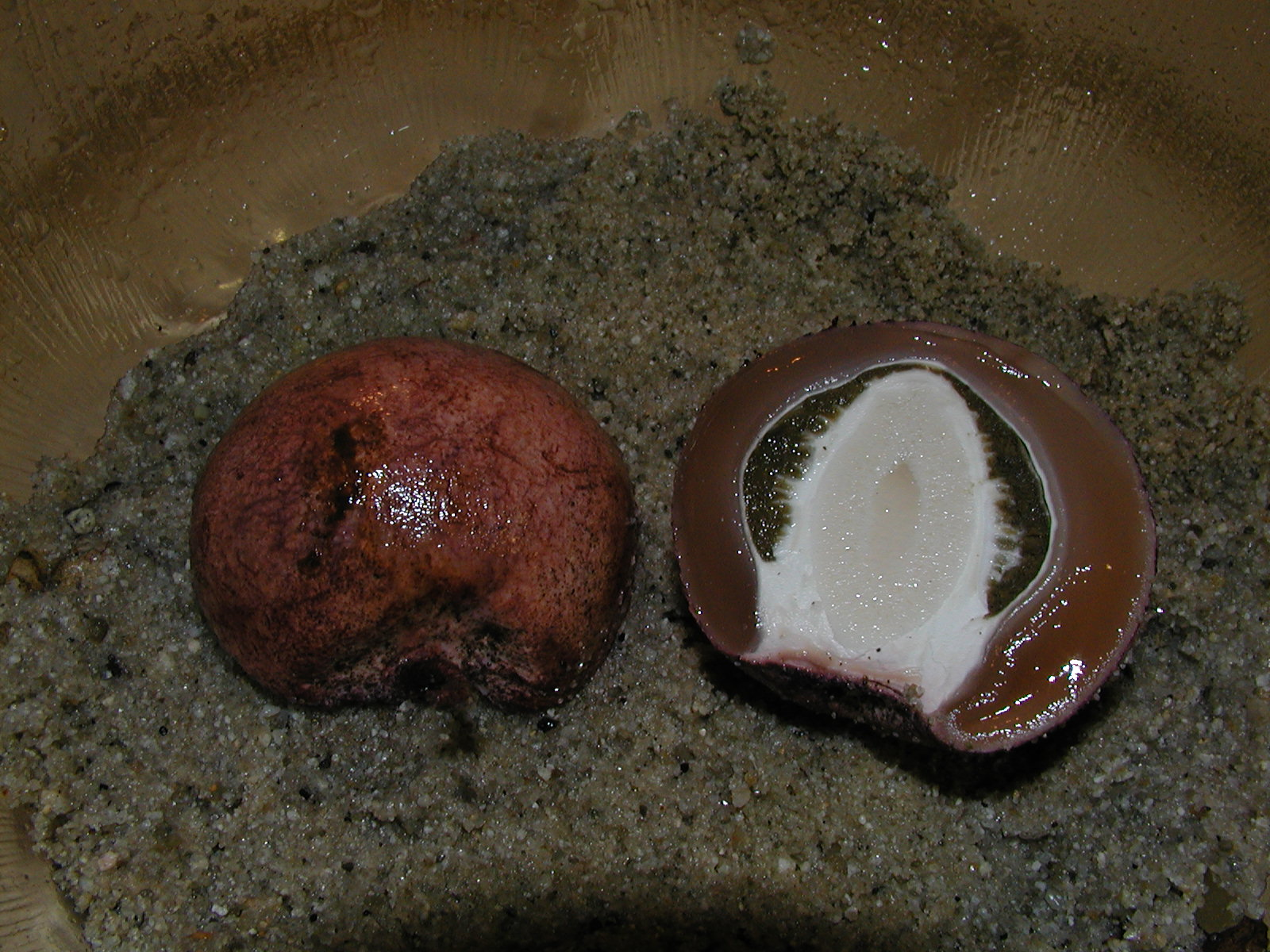
Jajo sromotnika fiołkowego

Sromotnik fiołkowy (Phallus hadriani Vent.) – gatunek grzybów należący do rodziny sromotnikowatych (Phallaceae).

## Systematyka i nazewnictwo
Pozycja w klasyfikacji według Index Fungorum: Phallus, Phallaceae, Phallales, Phallomycetidae, Agaricomycetes, Agaricomycotina, Basidiomycota, Fungi.
Synonimy naukowe:

- Hymenophallus hadriani (Vent.) Nees 1816
- Ithyphallus impudicus var. imperialis (Schulzer) De Toni 1888
- Ithyphallus impudicus var. iosmos (Berk.) De Toni 1888
- Phallus hadriani Vent. 1798, f. hadriani
- Phallus hadriani f. minor Priou 1986
- Phallus imperialis Schulzer 1873
- Phallus iosmos Berk. 1836

Nazwę polską podała Wanda Rudnicka-Jezierska w 1991 r. W polskim piśmiennictwie mykologicznym gatunek ten opisywany był też jako słupiak fiołkowy.

## Morfologia
Owocnik
Owocniki młode: w postaci kulistego lub jajowatego jaja. Dojrzały owocnik (receptakl) jest złożony z pochwy oraz trzonu o długości do 20 cm, zazwyczaj 6–10 cm. Zabarwienie okrywy jest fioletowawe lub różowawe. Ma słabszy zapach niż sromotnik bezwstydny.
Miąższ
Miąższ trzonu jest białawy, gąbczasty, z licznymi komorami, bardzo kruchy.
Gatunki podobne
Bardzo podobny jest sromotnik bezwstydny (Phallus impudicus). Różni się mniej fioletowym zabarwieniem, mniejszą tarczką na szczycie kapelusza, silniejszym zapachem i miejscem występowania.

## Występowanie
Rośnie na piaszczystych, suchych nadmorskich wydmach na wybrzeżach Bałtyku sporadycznie w głębi lądu. Owocniki pojawiają się latem i jesienią. Bardzo rzadki.

## Znaczenie
Grzyb niejadalny. W Czerwonej liście roślin i grzybów Polski ma status V – (narażony na wyginięcie). W Polsce był gatunkiem ściśle chronionym, od 9 października 2014 r. został wykreślony z listy gatunków grzybów chronionych.
Filatelistyka
Poczta Polska wyemitowała 30 czerwca 1980 r. znaczek pocztowy przedstawiający sromotnika fiołkowego, o nominale 2,5 zł, w serii Grzyby niejadalne pod ochroną. Wydrukowano 9 695 000 szt., techniką rotograwiury, na papierze kredowym. Autorem projektu znaczka był prof. Alojzy Balcerzak. Cała seria pozostawała w obiegu do 31 grudnia 1994 roku.